# Emił Czuprenski
Emił Todorow Czuprenski (bułg. Емил Тодоров Чупренски, ur. 14 września 1960 w Sofii, zm. 30 maja 2025) – bułgarski bokser, dwukrotny amatorski mistrz Europy w wadze lekkiej.
Zdobył brązowy medal w wadze lekkiej (do 60 kg) na mistrzostwach Europy juniorów w 1978 w Dublinie po porażce w półfinale z Patrizio Olivą z Włoch. Wystąpił na seniorskich mistrzostwach Europy w 1979 w Kolonii, ale przegrał pierwszą walkę z Adamem Piwowarskim.
Zdobył złoty medal w kategorii lekkiej na mistrzostwach Europy w 1983 w Warnie, gdzie pokonał w półfinale obrońcę tytułu Wiktora Diemjanienkę z ZSRR, a w finale Carlo Russolillo z Włoch. Nie wziął udziału w igrzyskach olimpijskich w 1984 w Los Angeles wskutek bojkotu tej imprezy przez Bułgarię.
Obronił złoty medal na mistrzostwach Europy w 1985 w Budapeszcie po zwycięstwie w finale nad Torstenem Kochem z NRD. Na mistrzostwach świata w 1986 w Reno zdobył brązowy medal po wygranej w ćwierćfinale z Torstenem Kochem i przegranej w półfinale z Engelsem Pedrosą z Wenezueli.
Na mistrzostwach Europy w 1987 w Turynie zdobył srebrny medal; w finale pokonał go Orzubek Nazarow z ZSRR.
Na igrzyskach olimpijskich w 1988 w Seulu dotarł do ćwierćfinału wagi lekkiej, w którym przegrał z Romallisem Ellisem z USA. Również w ćwierćfinale odpadł na mistrzostwach Europy w 1989 w Atenach. Na tym zakończył występy w wielkich imprezach międzynarodowych.
W 1992 przeszedł na zawodowstwo, ale nie odniósł znaczących sukcesów. Stoczył 18 walk, z których 8 wygrał, 8 przegrał (m.in. z Kirkorem Kirkorowem) i 2 zremisował. Zakończył karierę w 1997.